# 인터넷 라디오
인터넷 라디오(Internet radio)는 인터넷을 통해 제공되는 라디오 방송이다. 라디오라고 불리지만 전파가 아닌 인터넷 프로토콜을 통해 전달되기 때문에 방송에 따라 컴퓨터, MP3 플레이어, 휴대전화 등 다양한 기기를 통해 들을 수 있다.

## 역사
인터넷을 통한 방송 시스템은 1994년 9월에 개발되었다. 세계 최초의 인터넷 방송의 시험 방송은 2개월 뒤인 1994년 11월 미국에서 처음 실시되었으며, 1995년부터는 인터넷만으로 방송하는 방송국이 처음으로 생겼다.

## 전송 방식
- 다운로드 방식: 방송이 녹음되어 있는 파일(MP3 등)을 웹사이트나 FTP 등을 통해 제공한다. 실제로 음악 파일을 다운로드하는 것과 차이가 없기 때문에 하드디스크에 저장할 수 있다는 장점이 있으나 다운로드 시간이 길고 파일 크기가 크며 포맷이나 수신자 환경에 따라서는 다운로드를 마치기 전에는 들을 수 없다는 등의 단점이 있어 초창기 이후로는 거의 쓰이지 않고 있다.
- 스트리밍 방식: 파일을 한 번에 다운로드하는 것이 아니고 실시간으로 전송 받으면서 방송을 보내는 방식이다. 수신자측의 회선상황에 따라 속도차가 나거나 부하가 걸려 방송이 끊길 수 있다는 단점이 있다.
- 메타파일 방식: 위 두 가지 방식의 단점을 보완하기 위해 나온 것으로 방송 정보가 수록된 파일을 다운로드하여 재생함으로써 언제든지 해당 방송을 간편하게 들을 수 있다.

## 소프트웨어

### 방송 송신 소프트웨어
- 헬릭스 서버(리얼 네트웍스)
- 윈도우 미디어 서버
- 피어캐스트
- VLC 미디어 플레이어

### 방송 수신 소프트웨어
- 리얼 플레이어
- 윈도우 미디어 플레이어
- 윈앰프
- 아이튠즈

## 주요 방송

### 주요 방송국의 인터넷 라디오
한국의 7개 방송사 모두 자사의 라디오를 인터넷으로 방송하고 있으나, 전용 플레이어를 설치하도록 유도하고 있다.
- 인터넷 라디오 KOREALIVE
- KBS 인터넷 라디오 콩
- MBC 미니
- SBS 라디오 플레이어 고릴라 보관됨 2014-08-14 - 웨이백 머신
- EBS 반디
- CBS 인터넷 라디오 레인보우
- TBS 교통방송 인터넷 라디오 TOY

### 인터넷 라디오 전용 방송국
- 나인포유
- 뮤클캐스트
- (영어) vTuner - 전 세계 방송 검색 및 청취.
- (영어) SHOUTcast
- (일본어) 音泉 - 애니메이션, 성우 관련 방송.
- (일본어) 란티스넷 - 애니메이션, 성우 관련 방송.
- 라디오21
- 인라이브 - 방송듣기, 방송하기, 샤우트캐스트 방송서버, 러쉬툴 제공
- 화이트방송국
- 뉴에이지(New Age) 대표방송 KMStudio Classical Radio 보관됨 2019-10-26 - 웨이백 머신 - 뉴에이지(New Age), Classical, 명상음악, Chillout 청취
- KMFM - 365일 24시간 뉴에이지, 클래식 전 세계로 방송
- KMROCK - 록(Rock), 메탈(Metal),  얼터네티브(Alternative) 전 세계로 방송 (24시간)
- 우Rock부樂 판타지
- BBN 한국어방송- 미국 기독교 방송 산하에 있는 한국어 실시간 청취, 8 개국어의 방송, 순수한 복음, 맑은 찬양
- 라디오핑 - 전 세계 방송 청취 라디오 위젯.

### 개인 방송, 방송 커뮤니티
각 개인이 자신만의 방송을 할 수 있도록 해주는 웹사이트이다.
- 인라이브
- 뮤즈
- (일본어) 네토라지

## 같이 보기
- 윈앰프
- 팟캐스팅